# Villaluenga del Rosario
Villaluenga del Rosario er en by og kommune i det sydlige Spanien i provinsen Cádiz. Den har et indbyggertal på 462 (2024) indbyggere.